# Едуардо Рінкон
Едуардо Рінкон (ісп. Eduardo Rincón; нар. 22 березня 1976) — колишній колумбійський тенісист.
Найвищу одиночну позицію світового рейтингу — 564 місце досяг 14 квітня 1997, парну — 618 місце — 29 липня 1996 року.

## Титули ITF Ф'ючерс

### Парний розряд: (1)
| Ранг | Дата     | Турнір                              | Покриття | Партнер            | Суперники                  | Рахунок       |
| ---- | -------- | ----------------------------------- | -------- | ------------------ | -------------------------- | ------------- |
| 1.   | Жов 1998 | Болівія F3, Санта-Крус-де-ла-Сьєрра | Ґрунт    | Себастьян Контадор | Кейт Брілл Пауло Карвальйо | 4–6, 6–3, 6–2 |